# Les recol·lectores de safrà

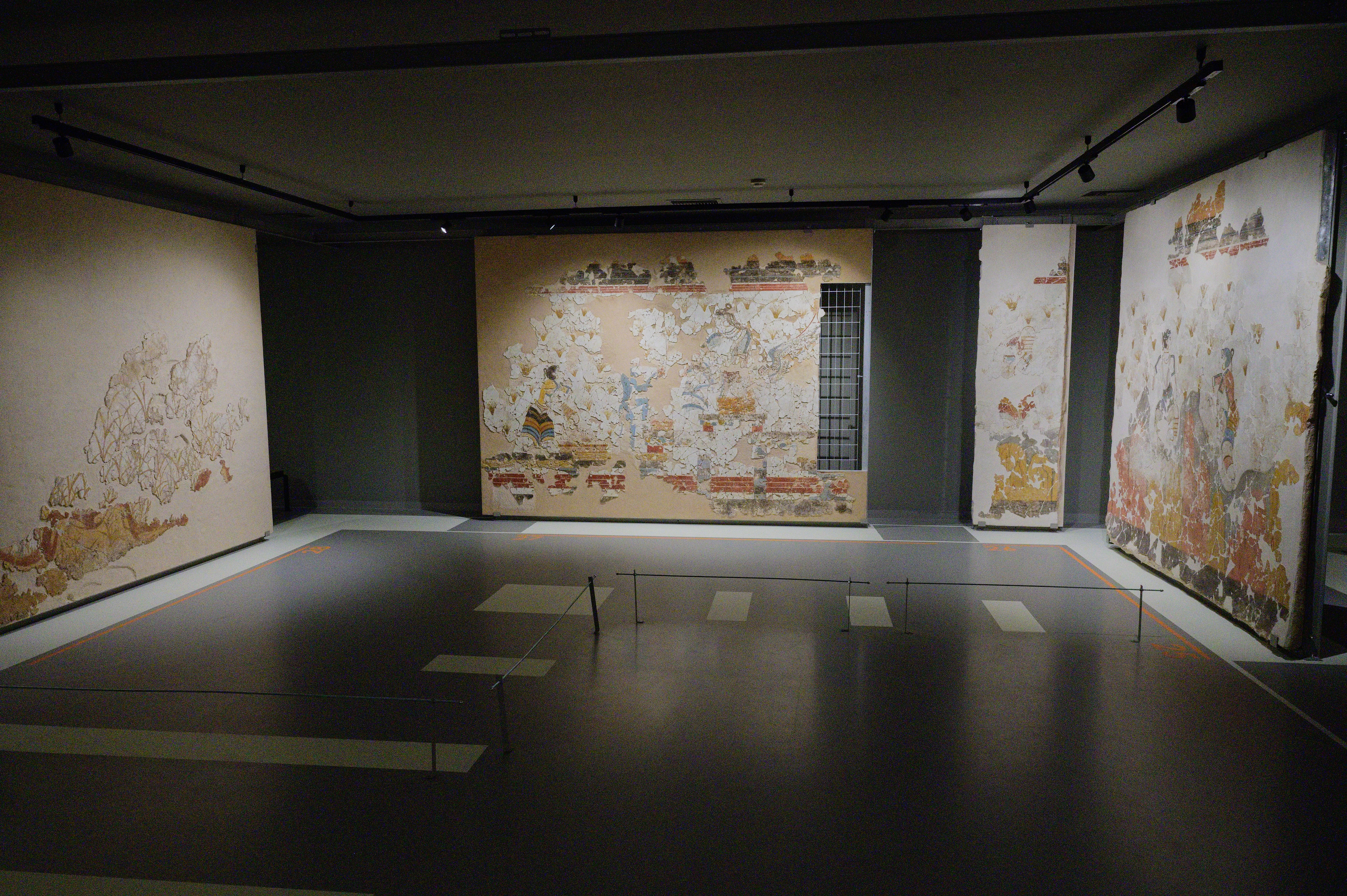
Exposició dels fragments conservats del fresc

Les recol·lectores de safrà és el títol que s'ha donat a un conjunt pictòric de l'edat del bronze que es va descobrir a l'illa de Santorí,de les Cíclades, durant les excavacions que va fer Spirídon Marinatos a Akrotiri. Es conserva, en estat fragmentari, al Museu de Prehistòria de Thera.
Igual que les altres troballes arqueològiques d'Akrotiri, les restes d'aquest fresc romangueren sota la capa de cendres del volcà que esclatà en una data que les anàlisis científiques situen entre els 1628-27 abans de la nostra era.

## Descripció
Aquest conjunt pictòric es trobava a la sala 3a de la segona planta de la casa coneguda com a Xest 3, al jaciment d'Akrotiri.
A la paret de l'est, dues dones vestides amb faldilles acampanades de colors vistosos i cossets repleguen safrà en una muntanya. Una d'elles sembla adulta mentre que l'altra, que duu el cabell, de color blau, rapat, podria ser una jove en procés d'iniciació. La direcció dels caps d'ambdues indica que estan en contacte visual, parlant o cantant. Potser la major està supervisant l'activitat de la més jove.
L'escena continua a la paret nord, en què una tercera recol·lectora s'allunya del paisatge natural representat a la paret oriental amb una cistella que deu ser plena de safrà, sobre l'espatla. Aquest fragment està separat per una finestra d'una altra escena en la mateixa paret.
En aquesta mateixa paret hi ha la que es considera l'escena principal: una quarta dona recol·lectora diposita el safrà en un gran atuell, mentre un mico blau realitza una ofrena, també de safrà, a una dona que està asseguda sobre un pedestal tripartit i que és més gran que les altres. Els especialistes interpreten que és la figura d'una dea. Porta dos collarets amb representacions d'ànecs i libèl·lules i una mena de diadema al cap amb la figura d'una serp. Al seu costat hi ha la figura mitològica d'un griu. Alguns autors anomenen aquesta escena de la paret nord Fresc de la Pótnia Theron.
A la paret de l'oest es representa un paisatge amb ànecs i libèl·lules roges entre joncs (els mateixos animals que apareixen en els collarets de la dea).
Es dona la circumstància que a Micenes s'han trobat arracades semblants a les que duu una de les recol·lectores. D'altra banda, un paral·lelisme iconogràfic amb l'escena principal es representa en un segell de Kalyvia (CMS II,3,103), en què apareix una dea adorada per una dona i un mico.

## Interpretacions
Una circumstància a tenir en compte és que tant el mico blau com el griu formen part de la iconografia que també es troba a Creta durant el període de la civilització minoica. D'altra banda, tot el programa iconogràfic de la planta segona de l'edifici Xest 3 estava dedicat a dones. Tenint en compte la importància del safrà, utilitzat com a tint, com a condiment en la cuina, i amb propietats terapèutiques, s'ha suggerit que les pintures al·ludeixen al procés productiu i comercial d'aquest producte. Alhora, es retia homenatge a una dea de la natura o de la salut. Possiblement a les recol·lectores no se'ls permetia acostar-se a la dea, que és entre el mico i el griu. Se suposa que el mico fa d'intermediari i el griu de protector. En tot cas, s'ha assenyalat que aquests éssers separen el nivell humà del nivell diví.
Una altra hipòtesi que s'ha suggerit és que la collita del safrà formava part del context d'un ritu de pas de les xiquetes a l'edat adulta, i que està relacionada amb un altre conjunt pictòric conegut com Les adoradores de l'àditon, situat a la planta baixa del mateix edifici.
- Escena de la paret oriental
- Escena de la paret del nord
- Collidora de la paret del nord